# Classe Type 14
La classe Type 14 o Blackwood fu una classe di fregate antisommergibile della Royal Navy. Furono costruite negli anni '50, al tempo dell'aumento del pericolo della flotta di sommergibili dell'Unione Sovietica, e servirono fino agli anni '70. Dodici navi servirono con la Royal Navy mentre tre furono costruite per la marina militare dell'India.

## Progetto
Le fregate Type 14 furono progettate per essere meno costose e più piccole delle fregate Type 12. Non avevano cannoni a bordo ma l'armamento antisommergibile di due mortai Limbo, siluri Mk 20 e sonar era esattamente uguale a quello delle Type 12. Gli equipaggi delle Type 14 si concentrarono quasi interamente sulla lotta antisommergibile e fino alla metà degli anni '60 furono spesso i migliori durante le esercitazioni contro minacce sottomarine. Siccome la classe era così specializzata in questo tipo di operazioni, risultò poco utile in altri ruoli, anche se le unità della classe furono utilizzate durante la guerra del merluzzo come scorta per le imbarcazioni da pesca britanniche. Verso la fine degli anni '50, mentre svolgevano pattugliamenti intorno all'Islanda, per controllare che non ci fossero interferenze con i pescatori britannici, gli scafi delle Type 14 presentarono problemi a causa delle condizioni meteo proibitive dell'area. Gli scafi furono quindi rinforzati per poter svolgere operazioni in quell'area di mare. Alla fine si dimostrarono ottime navi per il compito di scorta ai pescherecci britannici e continuarono con questo ruolo fino alla metà degli anni '70.
Il basso profilo delle sovrastrutture fu progettato deliberatamente per confondere i nemici.
Il progetto delle Type 14 difettava in armamento, non avendo a bordo alcun cannone di calibro considerevole, ma soprattutto di spazio interno.
Una delle navi, la Exmouth, fu modificata, tra il 1966 e il 1968, per diventare una piattaforma di prova per la nuova propulsione con turbine a gas, diventando la prima nave di prima linea della Royal Navy unicamente con questo tipo di propulsione. In questa configurazione era facilmente distinguibile dalle gemelle a causa del nuovo fumaiolo, più grande e con profilo aerodinamico, e per le grandi prese d'aria situate a prua e a poppa del fumaiolo. Il successo di queste prove portarono la Royal Navy a utilizzare la propulsione a turbine a gas in tutti i successivi progetti (fregate Type 21 e 22, cacciatorpediniere Type 42 e portaerei classe Invincible).

## Servizio

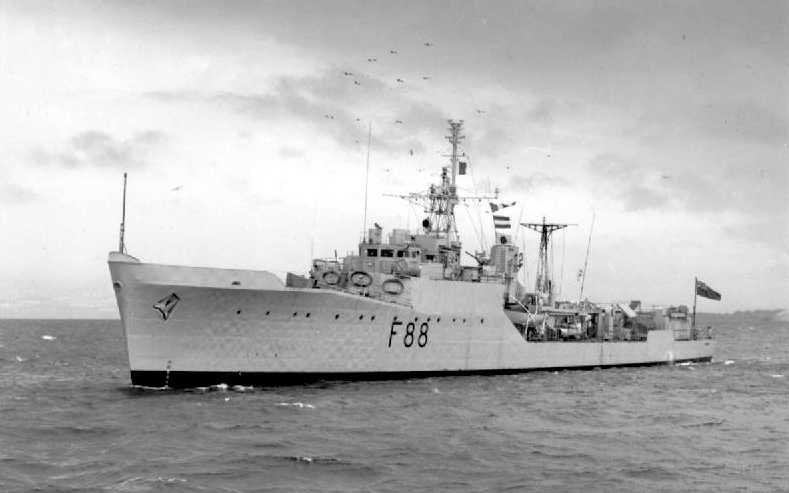

La taglia limitata delle Type 14, lunghe solo 94 m, impedì di servire oltre gli anni '70 come navi antisommergibile. Il piccolo scafo limitava, infatti, la possibilità di modificarle e di migliorarle con strumenti più moderni, rendendole col tempo obsolete. Furono tutte decommissionate per la fine degli anni '70. Le ultime unità operative furono la modificata  Exmouth, fino al 1977, e la Hardy, che fu presente al giubileo d'argento della regina Elisabetta II nel 1977 e fu poi richiamata in servizio ancora nel 1978.

### Nei film
Il film del 1960 The Bulldog Breed, di Norman Wisdom, fu girato nel porto di Portland con la cooperazione della Royal Navy e riprese molte fregate classe Blackwood. Una delle scene iniziali mostra una flottiglia di Type 14 condotta dalla Murray. Nella commedia del 1958 Further Up The Creek, la fittizia HMS Aristotle è una fregata Type 14. La HMS Pellew (F62) compare nel monster movie Gorgo del 1961.

## Unità

### Royal Navy
Le unità della Royal Navy furono tutte chiamate con nomi di famosi capitani, molti dei quali combatterono nelle guerre napoleoniche e furono presenti alla battaglia di Trafalgar.
- Blackwood - Henry Blackwood
- Duncan - Adam Duncan
- Dundas - James Whitley Deans Dundas
- Exmouth - Edward Pellew, 1st Visconte Exmouth
- Grafton - Henry FitzRoy, 1st Duca di Grafton
- Hardy - Thomas Hardy
- Keppel - Augustus Keppel
- Malcolm - Pulteney Malcolm
- Murray - George Murray
- Palliser - Hugh Palliser
- Pellew - Israel Pellew
- Russell - Thomas McNamara Russell

### Marina militare dell'India
Le tre navi per la marina militare indiana furono costruite alla fine degli anni '50 e portano i nomi di armi tradizionali indiane.
- Khukri, affondata dal sottomarino pakistano PNS Hangor l'8 dicembre 1971 durante la guerra indopakistana del 1971 - Kukri, tradizionale coltello dei Gurkha
- Kirpan - Kripan, tradizionale pugnale portato dai Sikh
- Kuthar - ascia, simbolo di varie divinità induiste.

## Navi della classe
| Marina      | Segnale ottico scafo | Nome      | (a) costruttore scafo (b) costruttore motori                                                                               | Impostazione      | Varo              | Consegna        | Entrata in servizio | Costo stimato unitario | Destino finale                                                                       |
| ----------- | -------------------- | --------- | --- | ----------------- | ----------------- | --------------- | ------------------- | ---------------------- | ------------------------------------------------------------------------------------ |
| Royal Navy  | F54                  | Hardy     | (a) & (b) Yarrow and Co Ltd, Scotstoun, Glasgow                                                                            | 4 febbraio 1953   | 25 novembre 1953  | 8 dicembre 1955 | 15 dicembre 1955    | £ 1 449 000            | Operativa fino al 1977, ultimo utilizzo nel 1978, affondata come bersaglio nel 1983. |
| Royal Navy  | F48                  | Dundas    | (a) & (b) JS White and Co Ltd, Cowes, Isola di Wight                                                                       | 17 ottobre 1952   | 25 settembre 1953 | Marzo 1956      | 16 marzo 1956       | £1 434 000             | rottamata 1983.                                                                      |
| Royal Navy  | F91                  | Murray    | (a) & (b) Alexander Stephen and Sons Ltd, Glasgow                                                                          | 30 novembre 1953  | 22 febbraio 1955  | 5 giugno 1956   | 5 giugno 1956       | £1 625 000             | rottamata 1970.                                                                      |
| Royal Navy  | F85                  | Keppel    | (a) & (b) Yarrow and Co Ltd, Scotstoun, Glasgow                                                                            | 27 marzo 1953     | 31 agosto 1954    | 6 luglio 1956   | 6 luglio 1956       | £1 506 000             | rottamata 1979.                                                                      |
| Royal Navy  | F62                  | Pellew    | (a) Swan, Hunter & Wigham Richardson Ltd, Wallsend-on-Tyne (b) The Wallsend Slipway & Engineering Co Ltd, Wallsend-on-Tyne | 5 novembre 1953   | 29 settembre 1954 | 26 luglio 1956  | 26 luglio 1956      | £1 548 000             | rottamata 1971.                                                                      |
| Royal Navy  | F51                  | Grafton   | (a) & (b) JS White and Co Ltd, Cowes, Isola di Wight                                                                       | 25 febbraio 1953  | 13 febbraio 1954  | 8 gennaio 1957  | 8 gennaio 1957      | £1 411 000             | rottamata 1971.                                                                      |
| Royal Navy  | F97                  | Russell   | (a) Swan, Hunter & Wigham Richardson Ltd, Wallsend-on-Tyne (b) The Wallsend Slipway & Engineering Co Ltd, Wallsend-on-Tyne | 11 novembre 1953  | 10 dicembre 1954  | 7 febbraio 1957 | 7 febbraio 1957     | £1 581 000             | rottamata 1985.                                                                      |
| Royal Navy  | F78                  | Blackwood | (a) & (b) JI Thornycroft and Co Ltd, Woolston, Southampton                                                                 | 14 settembre 1953 | 4 ottobre 1955    | Agosto 1957     | 22 agosto 1957      | £1 769 000             | rottamata 1976.                                                                      |
| Royal Navy  | F88                  | Malcolm   | (a) Yarrow and Co Ltd, Scotstoun, Glasgow (b) Parsons Marine Steam Turbine Co, Wallsend-on-Tyne                            | 1 febbraio 1954   | 18 ottobre 1955   | Dicembre 1957   | 12 dicembre 1957    | £1 582 000             | rottamata 1978.                                                                      |
| Royal Navy  | F94                  | Palliser  | (a) & (b) Alexander Stephen and Sons Ltd, Glasgow                                                                          | 15 marzo 1955     | 10 maggio 1956    | Dicembre 1957   | 13 dicembre 1957    | £1 620 000             | rottamata 1983.                                                                      |
| Royal Navy  | F84                  | Exmouth   | (a) & (b) JS White and Co Ltd, Cowes, Isola di Wight                                                                       | 24 marzo 1954     | 16 novembre 1955  | Dicembre 1957   | 20 dicembre 1957    | £1 422 000             | rottamata 1979.                                                                      |
| Royal Navy  | F80                  | Duncan    | (a) & (b) JI Thornycroft and Co Ltd, Woolston, Southampton                                                                 | 17 dicembre 1953  | 30 maggio 1957    | Ottobre 1958    | 21 ottobre 1958     | £1 960 000             | rottamata 1985.                                                                      |
| Indian Navy | F149                 | Khukri    | (a) & (b) JS White and Co Ltd, Cowes, Isola di Wight                                                                       | 29 dicembre 1955  | 20 novembre 1956  |                 | 16 luglio 1958      |                        | Silurata dal sottomarino pakistano Hangor il 9 dicembre 1971.                        |
| Indian Navy | F144                 | Kirpan    | (a) & (b) Alexander Stephen and Sons Ltd, Glasgow                                                                          | 5 novembre 1956   | 19 agosto 1958    |                 | Luglio 1959         |                        | Trasferita alla guardia costiera nel 1978.                                           |
| Indian Navy | F146                 | Kuthar    | (a) & (b) JS White and Co Ltd, Cowes, Isola di Wight                                                                       | 19 settembre 1957 | 14 ottobre 1958   |                 | Novembre 1959       |                        | Trasferita alla guardia costiera nel 1978.                                           |